# 1984年夏季奥林匹克运动会阿拉伯联合酋长国代表团
1984年夏季奥林匹克运动会阿联酋代表团是阿联酋派出的1984年夏季奥林匹克运动会代表团。